# 溪楠
溪楠（学名：Keenania tonkinensis）为茜草科溪楠属下的一个种。种加名 tonkinensis 意为越南“东京的”。